# Ophiotreta
Ophiotreta is een geslacht van slangsterren uit de familie Ophiacanthidae.

## Soorten
- Ophiotreta affinis Koehler, 1914
- Ophiotreta dendrophyllicola Thuy, 2013 †
- Ophiotreta durbanensis (Mortensen, 1933)
- Ophiotreta eximia (Koehler, 1904)
- Ophiotreta hedone Thuy, 2013 †
- Ophiotreta imperita (Koehler, 1904)
- Ophiotreta larissae (Baker, 1979)
- Ophiotreta lineolata (Lyman, 1883)
- Ophiotreta matura (Koehler, 1904)
- Ophiotreta nefasta Koehler, 1930
- Ophiotreta sertata (Lyman, 1869)
- Ophiotreta spatulifera Koehler, 1922
- Ophiotreta stefaniae Thuy, 2013 †
- Ophiotreta stimulea (Lyman, 1878)
- Ophiotreta striata (Kutscher & Jagt, 2000) †
- Ophiotreta valenciennesi (Lyman, 1879)